# Holarcticesa
Holarcticesa is een geslacht van vliesvleugeligen uit de familie Eulophidae. De wetenschappelijke naam van dit geslacht is voor het eerst geldig gepubliceerd in 2010 door Koçak & Kemal.

## Soorten
Het geslacht Holarcticesa omvat de volgende soorten:
- Holarcticesa clinius (Walker, 1839)
- Holarcticesa tatrica (Erdös, 1966)